# Iori Nomizu
Iori Nomizu (野水 伊織, Nomizu Iori) é uma dubladora japonesa, atriz, cantora e compositora filiada a Production Ace.

## Trabalhos

### Anime
Os trabalhos dublando personagens principais estão em negrito.
2009
- Suzumiya Haruhi no Yūutsu (Colegial do Primário)
- Sora no Otoshimono (Nymph)

2010
- Omamori Himari (Kuzaki Rinko)
- Asobi ni iku yo! (Antonia)
- Sora no Otoshimono: Forte (Nymph)

2011
- Sacred Seven (Fei Zui Lau)
- Kore wa Zombie Desu ka? (Haruna)
- Deadman Wonderland (Minatsuki Takami)
- Itsuka Tenma no Kuro Usagi (Andou Mirai)
- Sora no Otoshimono the Movie: The Angeloid of Clockwork (Nymph)
- Maken-ki! (Inaho Kushiya)
- R-15 (Botan Beni)

2012
- Another (Yumi Ogura)
- Ebiten: Kōritsu Ebisugawa Kōkō Tenmonbu (Margaret Elizabeth)
- Kore wa Zombie Desu ka? Of The Dead (Haruna)
- Upotte!! (FNC/Funco)
- Seitokai no Ichizon (Mafuyu Shiina)

2013
- Date A Live (Yoshino)
- Mondaiji-tachi ga Isekai Kara Kuru Sō Desu yo? (Kuro Usagi)
- Blood Lad (Fuyumi Yanagi)
- Toaru Kagaku no Railgun S (Febrie/Janie)

2014
- Inari, Konkon, Koi Iroha (Akemi Sumizome)
- Hitsugi no Chaika (Vivi Holopainen)

2016
- Masou Gakuen HxH (Shikina Kei)

### Televisão
2009
- Anison Cafe★Yumegaoka

### Jogos
- BlazBlue (Celica A. Mercury)
- Sora no Otoshimono Forte: Dreamy Season (Nymph)
- Kantai Collection

### Novela
2006
- Densha Otoko Deluxe (Moe Kagami)
- Akihabara@Deep (Sūutan)

2005
- Densha Otoko (Moe Kagami)

## Discografia

### Mini albums
- [2005.12.21] Alice of...
- [2011.10.19] Gekkou Catan (月虹カタン)

### Singles
- [2006.11.08] - Miracle★Drops (ミラクル★ドロップス)
- [2011.02.09] - Ma·ka·se·te Tonight (魔・カ・セ・テ Tonight)
- [2012.04.25] - *** Passionato (*** パショナート)
- [2013.01.30] - Black † White
- [2013.05.08] - SAVE THE WORLD
- [2014.04.23] - DARAKENA
- [2016.07.04] - Miele Paradiso
- [2016.07.04] - Chi (ちッ)